# Neomammillaria eriacantha
Neomammillaria eriacantha là một loài thực vật có hoa trong họ Cactaceae. Loài này được (Link & Otto ex Pfeiff.) Britton & Rose mô tả khoa học đầu tiên năm 1923.